# نیراستار
نیراستار (انگلیسی: Nyrstar) شرکت فلزات بلژیکی هلندی است، که در سال ۲۰۰۷ تأسیس شد.